# Shakawe
Shakawe is een dorp in het district North-West in Botswana. De plaats telt 6693 inwoners (2011).
De nieuwe brug bij Shakawe heet de Mohembo Brug (2023). Deze brug overspant de Okavango-rivier en verbindt de dorpen Mohembo East en Mohembo West, wat de toegang tot de noordwestelijke regio van Botswana aanzienlijk verbetert.